# Whiskybæltet
 Der er for få eller ingen kildehenvisninger i denne artikel, hvilket er et problem. Du kan hjælpe ved at angive troværdige kilder til de påstande, som fremføres i artiklen.

Whiskybæltet er et byområde nord for København. Betegnelsen er et delvist kærligt øgenavn for området, som dækker blandt andet kommunerne og bydelene Hellerup, Gentofte, Charlottenlund, Skodsborg, Nærum, Raadvad, den østlige del af Lyngby-Taarbæk (Taarbæk, Hjortekær, Fortunen og Klampenborg ), Vedbæk, Holte samt Rungsted. I mere snæver forstand formentlig begrænset mod nord af Rungstedvej, mod syd af Ryparken og Svanemøllen Station, mod vest af Helsingørmotorvejen og mod øst af Øresund. Med en lidt fyldigere inkludering kan området sammenstilles med beboelserne omkring Kystbanen.
Ordet er kendt på dansk siden 1977, tilsyneladende dannet analogt til det amerikanske udtryk bibelbælte om et område i USA, hvor kristendommen står stærkt.
Whiskybæltet er kendetegnet ved at have blandt Danmarks højeste huspriser, ressourcestærke borgere af overvejende liberal og konservativ overbevisning.[kilde mangler]

## Fodnoter
1. ↑  Hvor dyrt er dit postnummer? Arkiveret 13. april 2012 hos  Wayback Machine Epn.dk, 27. oktober 2008.
2. ↑  Opslagsordet whiskybælte i Den Danske Ordbog. Besøgt 10. september 2017.
3. ↑  https://politiken.dk/oekonomi/bolig/art5466490/Whiskyb%C3%A6ltet-st%C3%B8dt-af-tronen-som-kongen-af-dyre-boliger